# Gat de vaixell

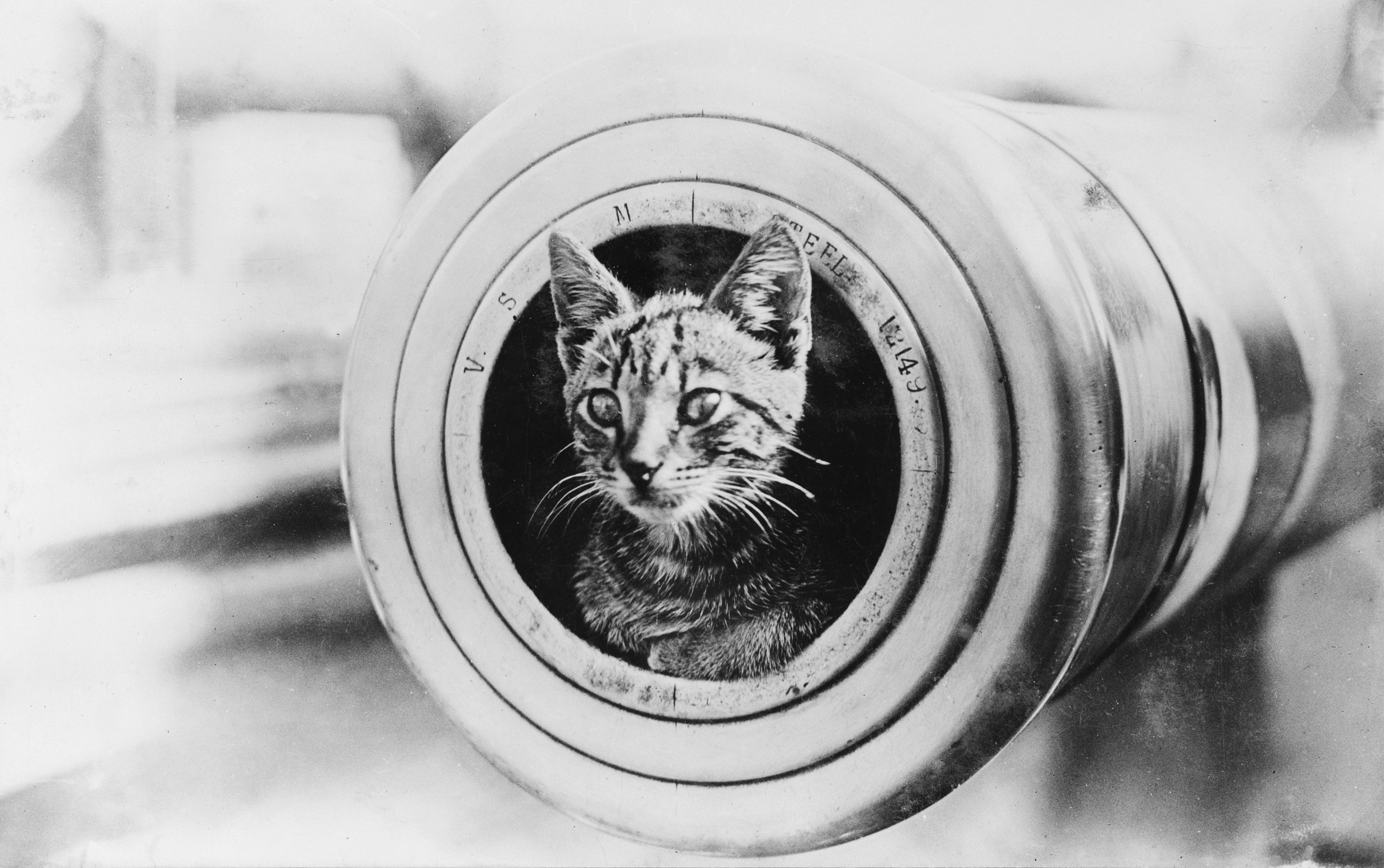
Gat de vaixell a sobre del HMAS Encounter de 1902 durant la Primera Guerra mundial

Els gats de vaixell són gats que viatgen a bord de vaixells. Els gats han estat portats en vaixells per diverses raons, la més important és per caçar ratolins i rates. Els rosegadors a bord d'un vaixell poden malmetre cordes i fustes, a més de menjar-se els aliments que porta la nau. Les rates i els ratolins eren també fonts de malaltia, com per exemple la pesta. Els gats ataquen i maten instintivament aquests rosegadors, d'aquí el servei que fan a bord dels vaixells. També ofereixen companyia, un sentiment de ser a casa, seguretat i camaraderia a mariners que podien ser lluny de casa per períodes llargs, especialment en temps de guerra.
La utilització de gats a bord dels vaixells data de l'Antiguitat, i és encara corrent en nombrosos navilis de comerç o militars al començament del segle xxi.